# Acacia leprosa
Acacia leprosa (лат.) — кустарник или небольшое дерево, вид рода Акация (Acacia) семейства Бобовые (Fabaceae), эндемик Австралии, где встречается в Виктории и Новом Южном Уэльсе.

## Таксономия
Впервые этот вид был официально описан в Prodromus Systematis Naturalis Regni Vegetabilis в 1825 году. Видовой эпитет — от древнегреческого слова leprosa, означающего «имеющий беловатую, мучнистую или чешуйчатую поверхность», предположительно относящийся к филлодиям.

## Ботаническое описание
Acacia leprosa — средний или высокий кустарник или небольшое дерево с прямостоячей или склонённой кроной. Филлодии (разросшиеся черешки) имеют длину 30-140 мм, линейные или копьевидные, до 25 мм шириной, усеяны масляными железами и с одной или двумя выступающими жилками. В молодом возрасте филодии могут быть липкими. Соцветия шаровидные по форме и расположены попарно (иногда больше) в пазухах листьев. Цветки обычно лимонно-жёлтые, но существует форма из Виктории, которая имеет тёмно-розовые цветки. Эта форма выращивается в питомниках как сорт Acacia leprosa «Scarlet Blaze». Цветение происходит в основном весной. Плоды — бобы — плоские размером около 50 мм длиной и 5 мм шириной.

### Разновидности
В виде Acacia leprosa признаются следующие разновидности:
- A. leprosa var. crassipoda Maslin & D.J.Murphy — горная гряда Пиренеи, Виктория
- A. leprosa var. graveolens Maslin & D.J.Murphy — ранее Acacia verniciflua (Южный вариант), окрестности озёр Гиппсленд
- A. leprosa Sieber ex DC. var. leprosa
- A. leprosa var. magna Maslin & D.J.Murphy — Кейп-Отуэй, Виктория
- A. leprosa var. uninervia Maslin & D.J.Murphy, ранее A. leprosa (вариант с крупными филлодиями), type: near Хилсвил, Виктория

Бывшие разновидности, которые были выделены в отдельные виды:
- A. leprosa var. binervis F.Muell., сейчас Acacia verniciflua
- A.leprosa var. tenuifolia Benth. или A. leprosa (вариант Сеймура), сейчас входит в Acacia verniciflua
- A. leprosa («вариант хребта Данденонг»), A. leprosa var. elongata Guilf. [nom. inval.] or A. leprosa var. Reclinata, сейчас Acacia stictophylla.

## Распространение и местообитание
A. leprosa — эндемик Австралии. Произрастает в лесных массивах центрального плоскогорья и центрально-западных склонов Нового Южного Уэльса, простирающихся до Виктории.

## Культивирование

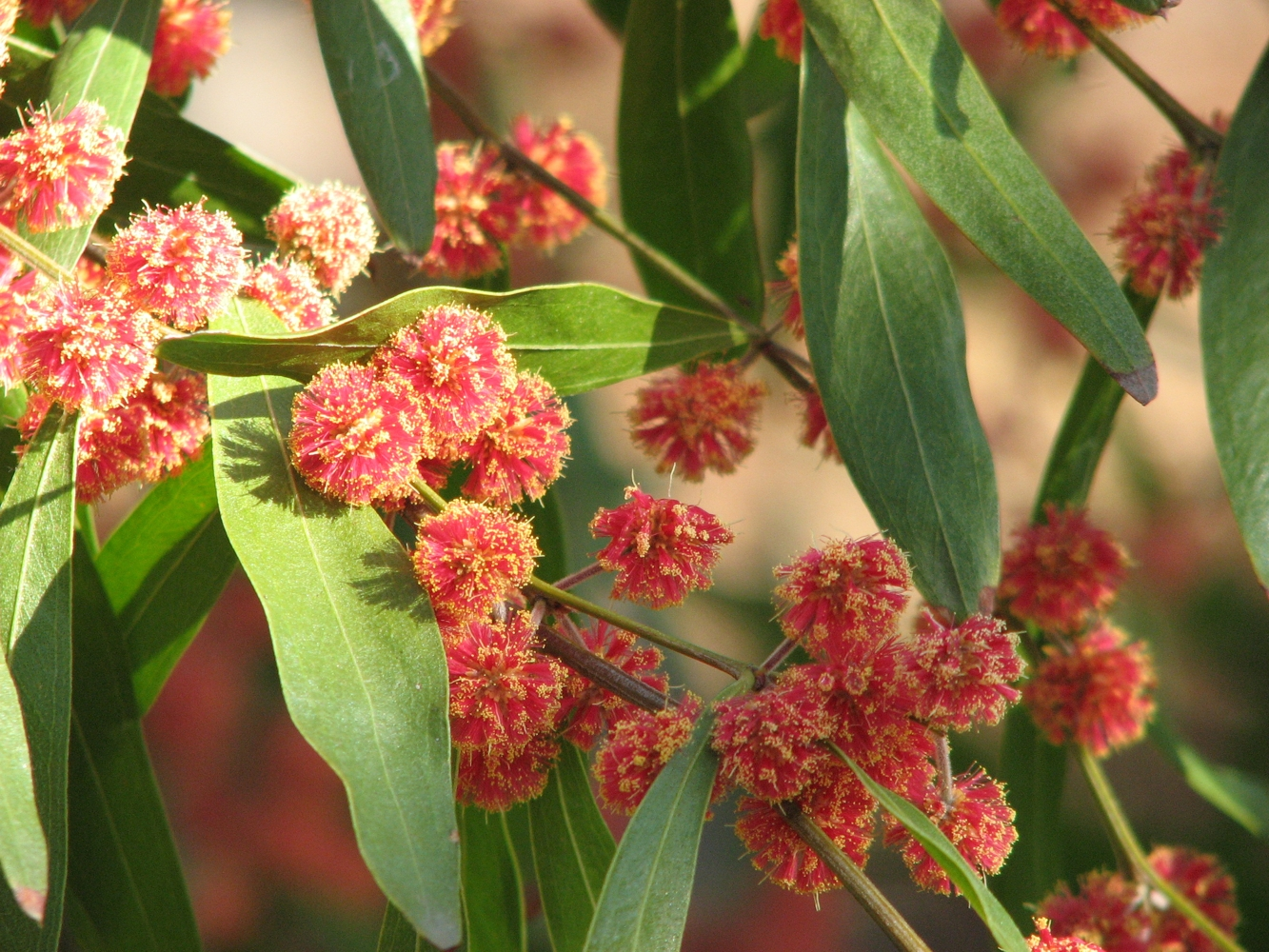
Сорт «Scarlet Blaze»

Вид A. leprosa широко культивируется, и подходящие формы кроны кустарника делают его привлекательным садовым растением для хорошо дренированного места на открытом солнце или в полутени. Из-за изменчивости выбор материала для размножения необходимо проводить с осторожностью. A. leprosa предпочитает климат с сухим (а не влажным) летом.
Сорт «Scarlet Blaze» привлек большое внимание из-за уникальной среди акаций окраски цветков. Сорт произошёл от единственного экземпляра с красными цветками, обнаруженного работниками буша в государственном лесу к северо-востоку от Мельбурна. Первоначальное растение с тех пор погибло.
Размножение этого вида относительно легко осуществляется обычными методами выращивания семян после предварительной обработки путём замачивания в кипящей воде. Вид неплохо размножается черенками от прироста текущего сезона.